# Phillip Island (Norfolkinsel)
Phillip Island (deutsch Phillipinsel) ist eine Insel, die im Territorium der Norfolkinsel, einem australischen Außengebiet im Pazifischen Ozean, liegt. Die Insel ist benannt nach Arthur Phillip, dem ersten Gouverneur von New South Wales.
Die Insel mit 1,9 Quadratkilometern Landfläche ist nicht bewohnt. Sie liegt etwa 6 Kilometer vor der Südküste der Hauptinsel mit ihrer Hauptstadt Kingston und etwa 4,5 Kilometer südlich der Insel Nepean. Die Insel ist Teil der Norfolk Ridge, eines unter dem Meeresspiegel liegenden Gebirgskamms, der sich von Neukaledonien aus über 1000 km südwärts hinzieht. Höchster Punkt mit 280 m ist der Jacky Jacky.

## Flora
Zu der besonderen Flora der Insel zählen einige endemische Pflanzen, darunter eine Art der Malvaceae, Hibiscus insularis Endl., eine stark bedrohte Art, außerdem  die Grasart Elymus multiflorus subsp. kingianus (Endl.) de Lange & R.O.Gardner. Eine Art der Hülsenfrüchtler aus der Tribus der Galegeae, Streblorrhiza speciosa Endl. ist schon im 19. Jahrhundert ausgestorben.

## Fauna
Phillip Island ist Brutplatz für zahlreiche Meeresvögel wie Solandersturmvogel (Pterodroma solandri), Kermadec-Sturmvogel (Pterodroma neglecta), Schwarzflügel-Sturmvogel (Pterodroma nigripennis), Weißnacken-Sturmvogel (Pterodroma cervicalis), Keilschwanz-Sturmtaucher (Puffinus pacificus), Zwergsturmtaucher (Puffinus assimilis), Rotschwanz-Tropikvogel (Phaethon rubicauda), verschiedene Fregattvögel (Fregata), Australischer Tölpel (Morus serrator), Maskentölpel (Sula dactylatra), Rußseeschwalbe (Sterna fuscata), Noddi (Anous stolidus), Weißkappennoddi (Anous minutus), Graunoddi (Procelsterna albivitta) und Feenseeschwalbe (Gygis alba).
Auf der Insel gibt es zwei für die Inseln der Tasmansee endemische Reptilienarten: den Skink Oligosoma lichenigera und den Gecko Christinus guentheri. Beide Arten sind auf der Norfolkinsel ausgestorben. Ferner existiert die ebenfalls endemische Hundertfüßerart Cormocephalus coynei, von der Exemplare bis zu 25 cm Länge bekannt sind, und die, mit einem potenten Gift ausgestattet, sogar junge Seevögel erbeutet.